# アイルランド聖公会

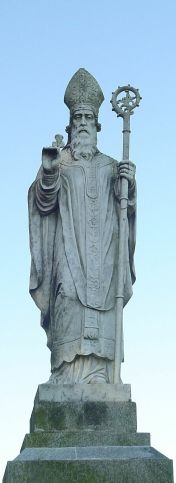
アイルランドにキリスト教を伝えたパトリキウスの像

アイルランド聖公会（アイルランドせいこうかい、英語: Church of Ireland, アイルランド語: Eaglais na hÉireann）は、キリスト教の一派のアングリカン・コミュニオンにおいて自治権をもつ大教区のひとつ。主に北アイルランドとその国境付近のアイルランドで信仰されている。アイルランド地域における国教であった時代もあったため、アイルランド国教会とも訳される。ほかの聖公会各派と同様にカトリックとプロテスタントの中間的な教義であるとされているが、アイルランド聖公会では特に「アイルランドの古伝・公同（カトリック）・使徒継承教会 (the Ancient Catholic and Apostolic Church of Ireland)」と「改革されたプロテスタント教会 (a reformed and Protestant Church)」の2つの要素で形作られているとする独自の解釈をもつ。

## 概要
イングランドの教会がイングランド国教会としてカトリックから独立した際、アイルランド内の教会も同様に教義が変更されプロテスタント化した。聖公会はアイルランド人の大半がカトリック信仰を忠実に守る中（今日でもアイルランド人の大半はカトリックである）であったものの、国教と定められた。また、アイルランドの教会財産のほぼすべてはアイルランド聖公会に引き継がれることとなり、そのため今日でもアイルランド内の教会や教会が保有する財産の多くを所持している。その後もアイルランド内では少数派でありながらも国教の地位にあったが、これは1871年1月1日に自由党政権ウィリアム・グラッドストン内閣時におけるアイルランド自治拡大の一環として国教が廃止されるまで続いた。
今日、アイルランド聖公会はアイルランド島でカトリックに次いで2番目に大きな教会である（北アイルランドではカトリック、長老派教会についで3番目）。運営機構は、一般人と聖職者の総会によって運営され、12の主教区に分けられている。現在、聖公会の最高権威であるアーマー大主教（全アイルランド首座主教）にはアラン・ハーパーが、もうひとつの大主教であるダブリン大主教にはジョン・ネイルが就任している。

## 歴史

### 前史
アイルランドのキリスト教会の起源は、432年（西ローマ帝国末期）の聖パトリキウスによる伝道にまでさかのぼる。中世初期にはアイルランドはケルト系キリスト教の中心として隆盛した。修道院中心の体制と独自の暦法や慣習などを持ち、ローマ・カトリック教会とは一風異なる一勢力を築いていたが、大きな目で見れば西方教会の一派ではあった。また、当時まだカトリック（ローマ・カトリック教会および正教会を含む、公同の教会）と東方諸教会の決定的分裂が起きていなかったこともあり、コプト教会（現コプト正教会）やシリア教会（現シリア正教会）ともつながっていた。
9世紀頃にアイルランドはたび重なるヴァイキングの襲撃に曝されて修道院が衰退するとともに、イングランドやヨーロッパ大陸からベネディクト会やアウグスチノ会などローマ・カトリック教会の勢力が進出した。1155年に教皇ハドリアヌス4世が発布した教皇勅書『ラウダビリテル』によってアイルランド支配の宗教的な正当化の根拠を獲得したヘンリー2世は1171年にアイルランドへ侵攻し、イングランド王として初めてアイルランドに上陸して、教皇から授けられていたアイルランド卿（Lord of Ireland）の地位に基づき支配を開始した。以後アイルランドにはイングランドの支配が次第に及んでいき、同時にアイルランドの教会に対するローマ・カトリック教会の支配も進んだ。中世後期にはアイルランド独自の教会組織や伝統はほとんど消滅し、アイルランドはローマ・カトリック化された。

### 宗教改革とそれ以降
宗教改革の只中である1536年、ヘンリー8世はアイルランド議会からアイルランド国教会の首長に指名された。ヘンリーの子エドワード6世の下でイングランド国教会のプロテスタント化が進行するのに伴い、アイルランド国教会においてもプロテスタント化が進められた。エリザベス朝の宗教統一においては、2名を除いて主教全員がこれを受け入れ、アイルランド国教会において使徒継承があるとした。またイングランド国教会と、カトリック教会が疑っていたカンタベリー大主教マシュー・パーカーの叙任（聖別）の形式の正当性について（ナグスヘッドの作り話。イングランドは叙任においてローマの許可とそれが決める方式をとっていなかった。しかし、パーカーを聖別した4人のうち2人は1530年代にはローマ定式書を使っていた）は関係がないとした（つまりマシュー・パーカーの聖別を正式なものと認めた）。
アイルランド国教会はイングランド国教会よりも一層根本的に、カルヴァン主義への転換が行われた。後のアーマー大主教であるジェイムズ・アッシャーは『Irish Articles』を著し、これは1615年に採択された後1634年、アイルランド主教区会議においてもイングランドの39ヶ条とともに教義とされた。1660年の王政復古後も39ヶ条は優位であったようで、国教から廃止された後も公式教義であり続けている。
アイルランド語訳聖書の刊行も教会が行い、初のアイルランド語訳新約聖書の作成はオソリ主教のニコラス・ウォルシュが行っていたが完成前の1585年に死亡したため、翻訳作業はその部下であったジョン・カーニーとトゥアム大主教ネヒミア・ドネアンが引き継いだ。その後この作業はドネアンの後任のトゥアム大主教であるウィリアム・オッドムニュイル（ウィリアム・ダニエルとも）に引き継がれ完成し、1602年に出版された。旧約聖書についてはキルモア主教であるウィリアム・ベデル（1571年 - 1642年）によって行われており、チャールズ1世の時代には完成していたが、1680年まで刊行されなかった。なお、1680年に刊行されたものはダブリン大主教ナーシサス・マーシュ（1638年 - 1713年）による改訂版であった。ベデルはほかにも聖公会祈祷書の翻訳も1606年に行っている。イングランド国教会において祈祷書は1662年に改訂されたが、この翻訳はジョン・リチャードソン（1664年 - 1747年）によって行われ、1712年に刊行された。
アイルランド社会の上層部を占めていたイングランドからの入植者（アングロ＝アイリッシュ）を中心にアイルランド国教会は信仰されたが、大多数のアイルランド人はカトリックのままであり、現代に至るまでカトリック教徒はアイルランド全体での多数派であり続けている。なお、北アイルランドに多いスコットランドからの入植者（スコッツ＝アイリッシュ）は、主に長老派教会を信仰する。

### 連合王国の成立以降
宗教改革以前よりアイルランド国教会の一部の聖職者は聖職者議員としてアイルランド貴族院 (Irish House of Lords) に居座っていた。合同法がアイルランド議会において可決されアイルランド議会が解散すると、イングランド国教会に属する2人の大主教（それぞれカンタベリー大主教とヨーク大主教）および24人の主教とともに、アイルランド国教会からは1人の大主教と3人の主教（持ち回り）が新しくなったウェストミンスターの貴族院において聖職者議員として加わった。
1833年、イギリス政府はアイルランド国教会の教区を、大主教区と主教区合わせて22あったものを12に減らし、教区に使う歳出とその地域におけるアイルランド国教徒（全体から見れば少数派）の監督を統合した。これは聖公会系教会に広い影響を及ぼしたオックスフォード運動の一因となった。この統合により、カトリックの司教区とほぼ同じ形で存在していた主教区はその形を変えることとなり、また同時に4つあった大主教管区もトゥアム大主教管区とキャセル大主教管区が統合で消滅、現在の北部大教区（アーマー大主教管区）と南部大教区（ダブリン大主教管区）の2つとなっている。
国教の地位にあるアイルランド国教会は、全体では少数派であるという事実を無視する形で、その歳入を全アイルランド住民に課せられていた十分の一税から得ていた。しかし十分の一税は1831年から1836年に起こった十分の一税戦争のような爆発につながる要因の一つでもあった。その後十分の一税は廃止されたが、より軽い税である十分の一地税（tithe rentcharge）と呼ばれる税に取って代わった。1869年にアイルランド国教廃止法が可決され、1871年に施行されると、アイルランド聖公会は国教としての役割を終えた。聖公会はアイルランド政府の支援と政府への影響力を失い、また多くの教会とその財産を政府に明け渡した。それらの補償は聖職者たちに与えられたものの、多くの小教区は使用料を生み出して財政に貢献していた土地と建物を喪失したことにより、非常につらい経済状態に置かれた。1870年にアイルランド聖公会は総会によって運営される統治機構と、財政管理を担当する教会代表法人（Representative Church Body）を制定した。
ほかのアイルランド教会と同様、アイルランド聖公会も1920年にアイルランドが独立しても分裂を起こさず、今日に至るまで島全体において同じ規則の下で運営されている。

### 今日のアイルランド聖公会

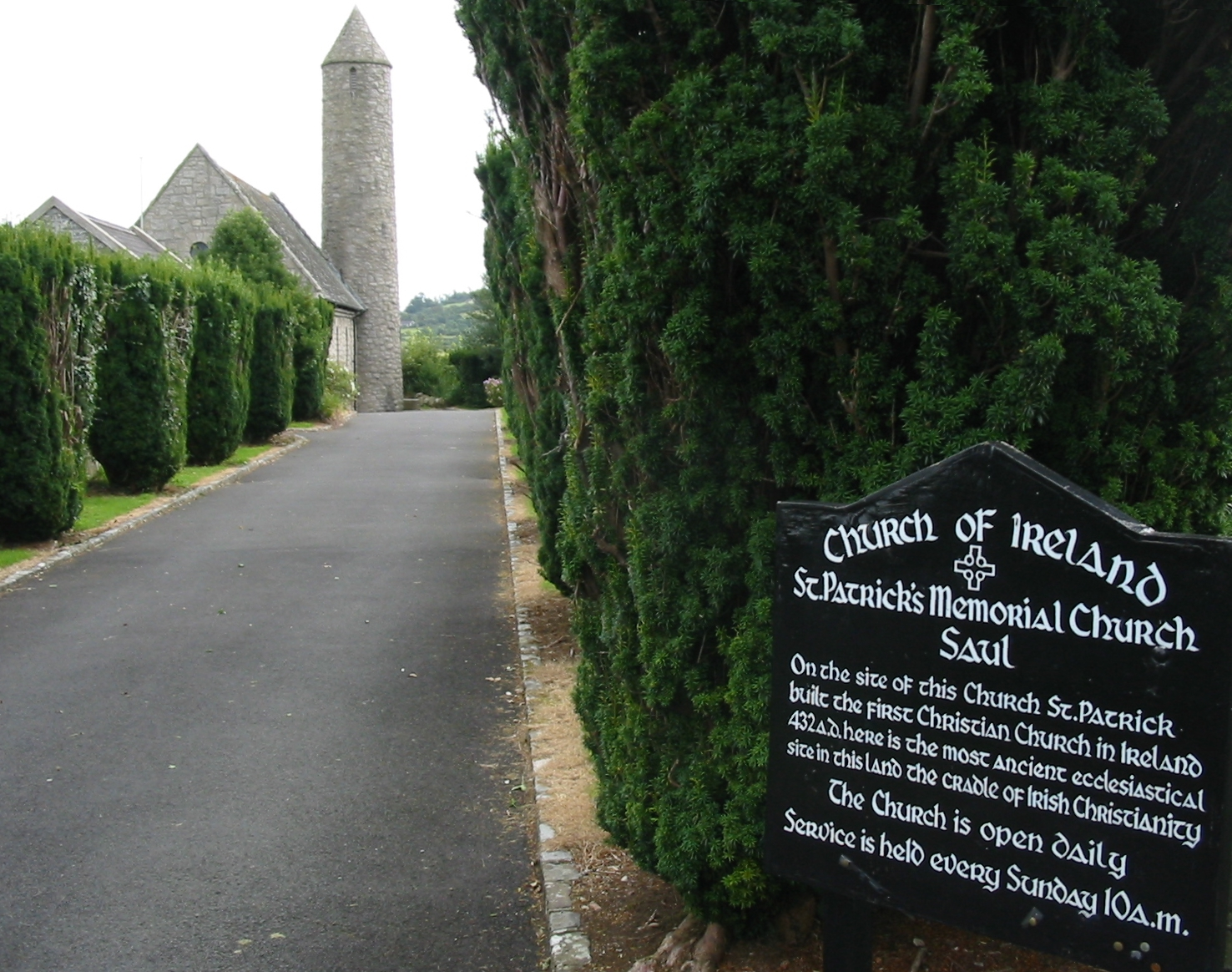
ソールの教会。アイルランド円塔をもつ初期の教会を20世紀に復元したもので、聖パトリックが初めてアイルランドに教会を立てたとされる場所に作られた。

現在のアイルランド聖公会は高教会派（これはしばしばアングロ・カトリック主義とも呼ばれる）に属する小教区をいくつか含んではいるが、聖公会の中では低教会派に属しているとされる。歴史的に見ても教会の姿勢について教区間で多少の違いがあったが、ここ数十年で高教会派や福音派（低教会の中の福音派）のなかでもいくつかの際立って自由主義的な教区では大きな変革があった。これはアングリカン・コミュニオンにおいてはニュージーランド大教区が1857年に認められ、1871年に廃止されて以来の大きな出来事であり、1991年に初めて女性を司祭に任じた大教区の一つでもあった。
アイルランド聖公会は2つの大聖堂(カテドラル＝主教座聖堂)をダブリンに保有しており、市壁跡の内側にあるのがクライストチャーチ大聖堂（ここにはダブリン大主教の主教座＝カテドラがある）で、ちょうど市壁の外側にあるのが聖パトリック大聖堂（1870年に国立大聖堂に指定された）である。なお、大聖堂はほかの主教区にも一つずつ存在する。また、教会はダブリン南部の郊外にあるラスガーにアイルランド聖公会神学校（Church of Ireland Theological College）を運営しており、教会の中央事務所はラスマインズにアイルランド聖公会教育学大学（Church of Ireland College of Education）と隣接してある。

1999年に聖公会は聖パトリック旗以外を掲げることを禁止した。しかし、現在でも北アイルランドの多くの教会ではイギリスの国旗を使用している。

## 構成員
20世紀を通じてアイルランド聖公会では、アイルランド共和国にとどまらず教徒の75%が住んでいた北アイルランドにおいても大幅な教徒の減少が起きた。しかし、共和国側においては直近2回の国勢調査において教徒の数は大幅な増加を見せ、現在では60年前の水準にまで戻している。それにはいくつか理由があるとされているが、ひとつはカトリックにおいて、宗派がカトリックとプロテスタントの夫婦の間の子はカトリックとして育てられるべきであるとしたネ・テメレという規則が緩和されたことがある。また、近年の聖公会派の人々のアイルランドへの移住も理由のひとつとしてある。加えて、いくつかの教区、特に大都市の中流階級がカトリックから宗派替えをしていることが分かっている。実際、カトリックから任命された神父の何人かもアイルランド聖公会に宗派替えをしており、加えて多くの元カトリック聖職者自身もアイルランド聖公会信徒として聖職授任している 。
アイルランド共和国が行った2006年の国勢調査では、自身がアイルランド国教徒であると答えた人が全国的な増加を見た。割合で最も大きな伸びを見せたのが西部（ゴールウェイ県、メイヨー県、ロスコモン県）であり、数字上の伸びでは中東部（ウィックロー県、キルデア県、ミース県）が最も大きかった。ウィックロー県はアイルランド国教徒が高い割合（6.88%）にのぼり、県内にある都市グレイストーンズは全都市の中で最も高い割合（9.77%）となっている。
2007年に聖職授任された人数は、カトリックが9人だけであったのに対し、アイルランド聖公会は20人であった。

## 構造
アイルランド聖公会の運営形態は、他の聖公会派と同じく監督制をとっている。教会自体は宗教改革以前のものもそのまま使用しており、地理的な小教区 (parishes) は教区 (dioceses) に内包されている（市と県との関係のようなもの）。教区は12で構成されており、それぞれを主教がまとめている。さらに、南の5区はダブリン大主教がまとめており、北の7区はアーマー大主教がまとめる形となっている。これらは尊敬をこめて前者はアイルランド首座主教と呼ばれ、後者は全アイルランド首座主教と呼ばれるが、この呼び方においてはアーマー大主教が上であることが明示されている。しかしこの差はアーマー大主教の方が、ダブリン大主教と比較すればわずかに大きな権限を持っているという程度である。なお、アーマー大主教は教会のトップ、そしてスポークスマンとして尊敬されており、またその選出には他の主教とは別の過程を取っている。
教会法および教会の方針は総会によって決定され、方針の変更には主教院（House of Bishops）と代表院（House of Representatives。司祭と一般信徒からなる）の両方で可決されなければならない。ただし重要な変更（たとえば女性を聖職につけるといったもの）については3分の2の可決が必要とされる。投票について代表院は、慣例的にしばしば公開投票をおこなう一方で、主教院は総会で結果が出る以前に非公開で投票を行う傾向がある。これは過去に1度だけ破られたことがあり、1999年5月18日（この年のキリストの昇天の日）、ポータダウン近郊のドラムクリー教会において、アーマー主教区と総会の代表者たちが難局を打開しようと試みる中、主教院は「アーマー大主教の努力」を認めるために公開投票において満場一致で可決した。

## 礼拝と典礼
アイルランド聖公会は主教、司祭、執事という3つの聖職者階級で構成されている。

### 聖公会祈祷書
祈祷書の最初の翻訳は1606年に出版され、1662年に作られた改訂版は1712年に出版された。

## 教義と儀式
アイルランド聖公会の中心教義はイエス・キリストの生死とその復活である。中心的な教義は以下の通り。
- イエスは完全に人でありながら完全に神であり、また一度死んだ後に復活した。(Jesus Christ is fully human and fully God in one person. He died and was resurrected from the dead.)
- イエスは信じるものに永遠の命を得る方法を与える。(Jesus provides the way of eternal life for those who believe.)
- 新旧両聖書（神の言葉を記したもの）は人々によって「聖霊感の元で」書かれた。外典については読む物には加えられているが、教義には反映されない。(The Old and New Testaments of the Bible ("God's Word written") were written by people "under the inspiration of the Holy Spirit". The Apocrypha are additional books that are to be read, but not to determine doctrine.)
- 二つの偉大かつ重要なサクラメント（聖奠）は、洗礼と聖餐である。(The two great and necessary sacraments are Holy Baptism and The Lord's Supper/Holy Communion/ the Eucharist)
- 「聖奠的諸式」（通例的に聖奠と呼ばれるが聖書の教義上は聖奠に数えられないもの）としては、堅信、叙任(聖職者按手)、聖婚（婚姻）、告解（個人懺悔）、病者の塗油を認める。(Those "Commonly called Sacraments that are not to be counted for Sacraments of the Gospel" are confirmation, ordination, marriage, reconciliation of a penitent, and unction.)
- 天国、地獄、そしてイエスの再臨を信じる。(Belief in heaven, hell, and Jesus's return in glory.)

聖公会の主な3要素は聖書、伝統、理性であり、これら3つは互いに強く擁護し互いに強く批判する関係にある。この3つのバランスは16世紀の神学者リチャード・フッカーの業績に由来している。フッカーの考えにおいて、聖書にはっきりと書いてあるものが教義になりうるものであり、また聖書にはっきりと述べられているものは本当のことであるとする。不確か、不明瞭なものについては伝統に入るものとして、そして以上のものは理性によって監視される。

## 世界との関わり
アイルランド聖公会はほかの聖公会と同様にキリスト教団体のひとつであり世界教会協議会の一員でもある。ほかにアイルランド教会評議会にも参加しており、ポルヴォー・コミュニオンの一員でもある。

## 関連文献
- 『Anglicanism』, Neill, Stephen. Harmondsworth, 1965.